# Azinyahualco
Azinyahualco är en ort i Mexiko.   Den ligger i kommunen Chilpancingo de los Bravo och delstaten Guerrero, i den södra delen av landet, 230 km söder om huvudstaden Mexico City. Azinyahualco ligger 1 361 meter över havet och antalet invånare är 323.
Terrängen runt Azinyahualco är bergig åt sydost, men åt nordväst är den kuperad. Terrängen runt Azinyahualco sluttar söderut. Runt Azinyahualco är det ganska tätbefolkat, med 120 invånare per kvadratkilometer. Närmaste större samhälle är Chilpancingo de los Bravo, 16,9 km norr om Azinyahualco. I omgivningarna runt Azinyahualco växer huvudsakligen savannskog.